# Alice Volpi
Alice Volpi Nunes da Silva (Siena, 15 de abril de 1992) é uma esgrimista italiana, medalhista olímpica.

## Carreira
Volpi conquistou a medalha de bronze nos Jogos Olímpicos de Verão de 2020 em Tóquio ao lado de Martina Batini, Erica Cipressa e Arianna Errigo, após confronto contra as estadunidenses Jacqueline Dubrovich, Lee Kiefer, Nicole Ross e Sabrina Massialas na disputa de florete por equipes.